# Cololejeunea quadridentata
Cololejeunea quadridentata là một loài Rêu trong họ Lejeuneaceae. Loài này được (S. Hatt.) Grolle mô tả khoa học đầu tiên năm 1984.